# 전남과학고등학교
전남과학고등학교(全南科學高等學校)는 대한민국 전라남도 나주시 금천면 오강리에 위치한 공립 과학고등학교이다.

## 학교 연혁
- 1992년 3월 5일 : 개교
- 1992년 9월 21일 : 본관, 송죽관(기숙사) 준공(현 청사 이전)
- 1993년 8월 20일 : 성취관(다목적강당) 준공
- 2008년 7월 1일 : 전남과학고 현대화 사업(과학실험동 및 기숙사 증축, 본관 리모델링)
- 2010년 4월 15일 : 창의관(과학실험동), 동백관(기숙사), 도서관, 어학실, 수학실 등 완공
- 2010년 10월 10일 : 성취관 완공 (탁구실, 체력단련실, 골프연습실, 기악실, 피아노실, 음악실, 미술실, 요가실)
- 2011년 2월 25일 : 물리 풍동실험장치 설치
- 2012년 5월 14일 : 천문관측대 완공
- 2016년 11월 8일 : 동백관(기숙사) 3층 증축 완료
- 2017년 5월 29일 : 송죽관(기숙사) 리모델링 공사 완료
- 2024년 5월 12일 : 미래형 학습공간 구축(면학실 2·4층, 어학실, 무한상상실 & 학습카페)
- 2025년 2월 5일 : 제31회 졸업식 및 제32기 조기졸업(수료)식 (졸업생 57명, 조기졸업·수료생 17명 총 74명) (누계 졸업생 1,340명, 조기졸업·수료생 1,053명 총 2,393명)
- 2025년 3월 1일 : 제14대 김종삼 교장 부임
- 2025년 3월 4일 : 제34회 입학(83명)

## 설치 학과
- 과학과

## 참고 자료
- 전남과학고등학교 - 한국교육학술정보원 학교알리미